# Eklövsspindel
Eklövsspindel (Aculepeira ceropegia) är en spindelart som först beskrevs av Charles Athanase Walckenaer 1802.  Eklövsspindel ingår i släktet Aculepeira och familjen hjulspindlar. Enligt den finländska rödlistan är arten sårbar i Finland. Arten är reproducerande i Sverige. Artens livsmiljö är tallmyrar. Inga underarter finns listade i Catalogue of Life.
Artens namn syftar på mönstret på bakdelens ovansida som liknar ett eklöv. Hos honor kan bakdelen vara 10 mm lång. Eklövsspindeln hittas ofta i medelhöga bergstrakter i gräsmarker, i låga buskskogar eller i trädgårdar. Arten föredrar fuktiga ängar som inte påverkas av människor. Nätet liknar som hos alla familjemedlemmar ett hjul. Utbredningsområdet sträcker sig från norra Afrika till södra Skandinavien.
Under kallt väder söker spindeln skydd i en tjock del av nätet. Annars väntar den ofta vid nätets kant. Exemplar som känner sig hotade faller till marken och söker skydd i den täta växtligheten. Exemplarens gift gör bytet orörlig. Hannar och honor blir könsmogna under sommaren och parningen sker under hösten. Honan lägger flera ägg och lämnar de i en kokong. Den göms ofta i trädens sprickor.